# 크리스티안 프리에델
크리스티안 프리에델(독일어: Christian Friedel, 1979년 3월 9일 ~ )은 독일의 배우이다.

## 영화
- 존 오브 인터레스트 (2023년) - 루돌프 회스 역
- 슈거 샌드 (2017년)
- 13 미닛츠 (2015년)
- 더 츄즌 원즈 (2014년)
- 아무르 포 (2014년)
- 클로즈드 시즌: 욕망의 계절 (2012년) - 앨버트 역
- 하얀 리본 (2009년) - 교사 역